# Morozko
Morozko (russisk: Морозко) er en sovjetisk spillefilm fra 1964 af Aleksandr Rou.

## Medvirkende
- Aleksandr Khvylja
- Natalja Sedykh som Nastja
- Eduard Izotov som Ivan
- Inna Tjurikova som Marfusjka
- Pavel Pavlenko